# Sherlock (serie televisiva)
Sherlock è una serie televisiva britannica del 2010, liberamente tratta dalle opere di Sir Arthur Conan Doyle, creata da Steven Moffat e Mark Gatiss e interpretata da Benedict Cumberbatch (Sherlock Holmes) e Martin Freeman (John Watson).

## Trama

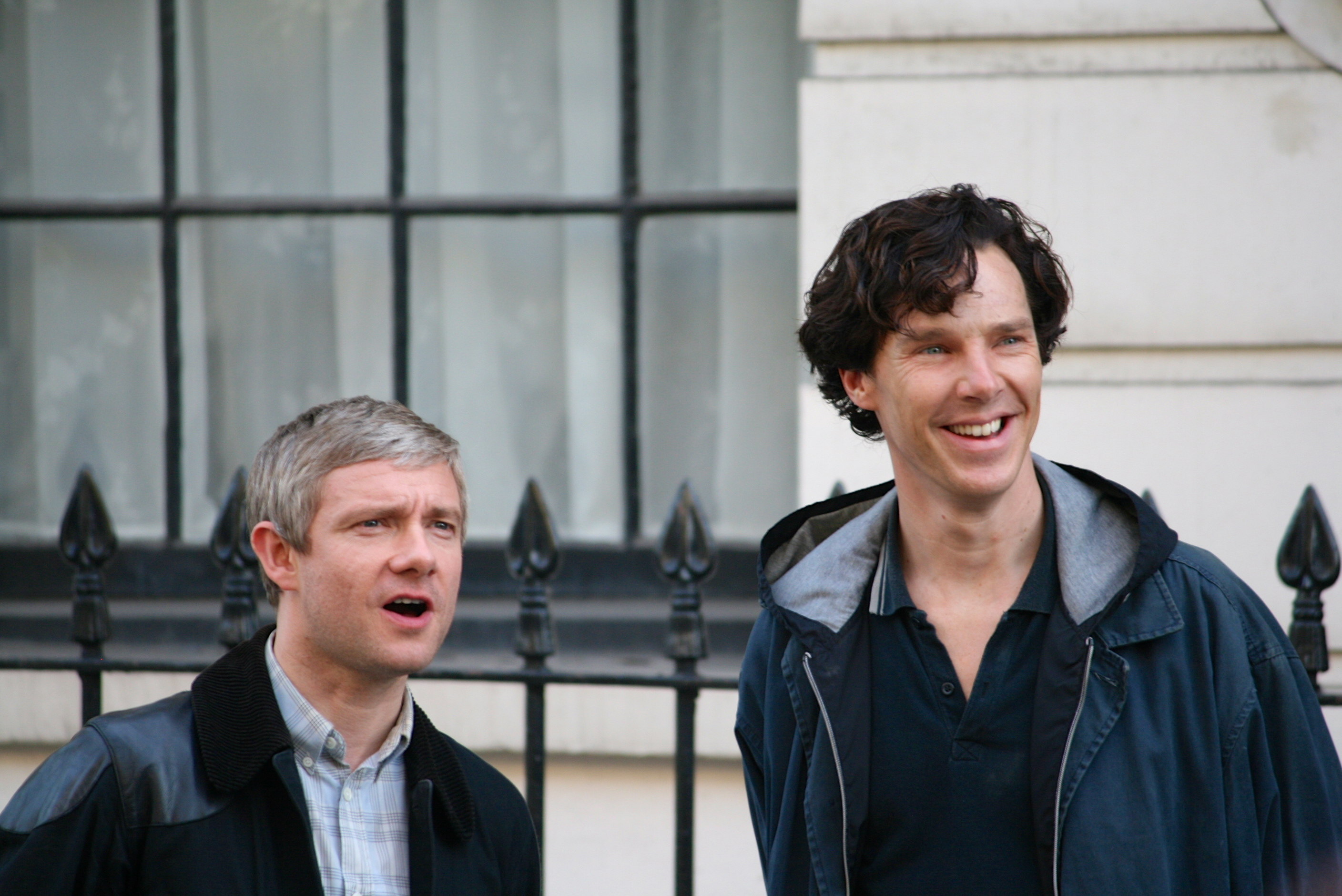
Martin Freeman e Benedict Cumberbatch durante la terza stagione, nel 2013

La serie è un libero adattamento dei romanzi e dei racconti di Sir Arthur Conan Doyle e vede come protagonista il detective Sherlock Holmes, affiancato dal suo futuro assistente, il dottor John Watson. Le avventure dei due si svolgono però nella Londra odierna, e non in quella presentata da Doyle. Watson è un reduce della guerra in Afghanistan e deve ancora ritrovare il suo posto nella società. Quando un amico gli suggerisce di trovarsi un coinquilino con cui dividere le spese di un appartamento, si ritrova a vivere con l'eccentrico Holmes, che col passare degli anni diventerà suo compagno di avventure. Sono state realizzate quattro stagioni, ognuna delle quali composta da tre episodi, oltre a un mini episodio e a un episodio speciale.

### Prima stagione (2010)
Il primo episodio, Uno studio in rosa, è basato sul primo romanzo della saga Uno studio in rosso ed è incentrato sull'incontro tra John e Sherlock. I due diventano coinquilini prendendo in affitto un appartamento al 221B di Baker Street, a Londra. Vengono a conoscenza di numerose morti su cui sta indagando Scotland Yard che ritiene si tratti di casi di suicidio, e prendono parte alle indagini. Mycroft Holmes, il fratello maggiore di Sherlock, appare per la prima volta. 
Nel secondo episodio, Il banchiere cieco, Sherlock viene assunto da un vecchio compagno di università per investigare su una misteriosa irruzione in una banca di Londra.
La prima stagione si conclude con Il grande gioco: in questo episodio viene introdotta la nemesi di Holmes, James Moriarty, che sfida il detective a risolvere una serie di casi apparentemente non connessi tra loro. L'episodio si conclude con un finale in sospeso in cui Sherlock e Moriarty si affrontano in uno scontro dall'esito potenzialmente mortale.

### Seconda stagione (2012)

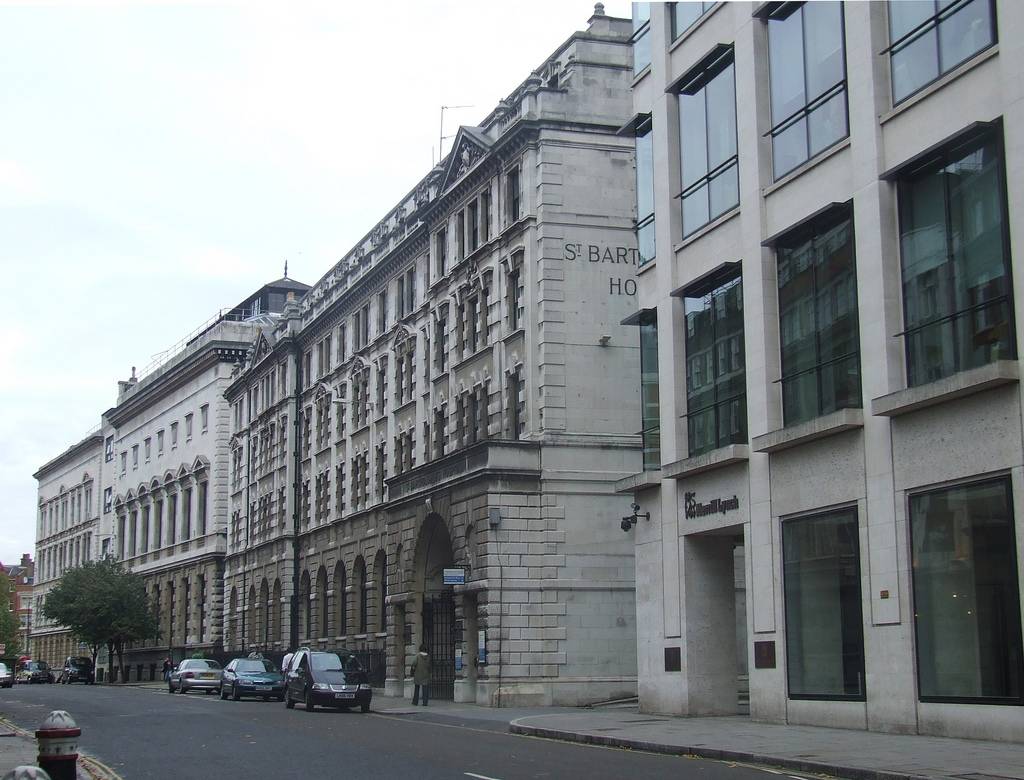
St Bartholomew's Hospital, l'edificio dove lavora il medico legale Molly Hooper.

Il primo episodio, Scandalo a Belgravia, è ispirato al racconto giallo Uno scandalo in Boemia. Holmes è impegnato in un'investigazione per recuperare delle foto compromettenti all'interno della fotocamera del cellulare di Irene Adler, una spietata e astuta dominatrice che scambia informazioni segrete estorte ai suoi ricchi e potenti clienti. 
Nel secondo episodio, I mastini di Baskerville, Sherlock si trova impegnato a risolvere una serie di strani casi all'interno di una base militare. 
La stagione si conclude con Le cascate di Reichenbach. L'intero episodio ruota intorno al piano di Moriarty di screditare e, infine, uccidere Sherlock. Nella scena finale si vede Holmes a un passo dal gettarsi nel vuoto. L'episodio si ispira al racconto di Doyle L'ultima avventura, in cui Holmes e Moriarty sembrano morire dopo essere caduti nelle Cascate Reichenbach, in Svizzera.

### Terza stagione (2014)
La casa vuota, primo episodio della terza stagione, ispirato al racconto L'avventura della casa vuota di Sir Arthur Conan Doyle, è costruito sul ritorno a Londra di Sherlock, creduto ormai morto, e sulla sua riconciliazione con Watson, in procinto di fidanzarsi con Mary Morstan, infermiera dello studio che il dottore ha aperto. I due vengono coinvolti nella risoluzione di un caso a seguito di ripetuti episodi terroristici nella metropolitana. A loro insaputa, qualcuno sta seguendo le loro imprese da vicino.
Ne Il segno dei tre, John e Mary Morstan si sposano. L'episodio si svolge durante il ricevimento di nozze e la storia è raccontata attraverso dei flashback:  Sherlock è il testimone di nozze, e intrattiene gli invitati con racconti di alcuni casi recenti affrontati con John e del loro addio al celibato. Alla fine, tutto si collega al tentativo di assassinare uno degli ospiti, il maggiore Sholto, ex comandante di John in Afghanistan, che aveva perso una compagnia sotto il suo comando e viene da allora perseguitato dai parenti dei defunti. Sherlock individuerà il colpevole tra gli invitati, e alla fine rivelerà ai novelli sposi che Mary è incinta.
Nell'episodio finale (L'ultimo giuramento), Sherlock entra in conflitto con Charles Augustus Magnussen, personaggio nominato nel primo episodio e conosciuto come 'il Napoleone del ricatto' . Mary Morstan e Sherlock Holmes riescono, ciascuno per proprio conto, a irrompere nell'ufficio di Magnussen, dove, però, si sorprendono a vicenda, e Mary spara un colpo a Sherlock. Holmes scopre che Mary era stata un agente segreto, e comunica la scoperta a Watson. Sherlock e John cercano di far arrestare Magnussen, ma il loro tentativo si rivela fallimentare, e Sherlock uccide Magnussen per interrompere l'azione di ricatto nei confronti di Mary: è l'unica mossa possibile perché Magnussen archivia le sue informazioni direttamente nella sua memoria, usando una tecnica simile al "palazzo mentale" di Sherlock. Mycroft ottiene che Sherlock venga esiliato dal Regno Unito, e non venga sottoposto a processo per omicidio. Quando l'aereo di Sherlock decolla, ogni schermo di Londra trasmette l'immagine di Moriarty, e Sherlock viene richiamato indietro per occuparsi della crisi generatasi dalla diffusione della notizia di un potenziale ritorno della sua nemesi.

### L'abominevole sposa (2016)
Ne L'abominevole sposa, episodio speciale che si colloca tra la terza e la quarta stagione, vediamo Sherlock Holmes nella Londra vittoriana indagare sull'omicidio di Emilia Ricoletti. Alle scene ambientate nel 1895, sono alternate scene del presente.

### Quarta stagione (2017)
Nel primo episodio, Le sei Thatcher, nasce Rosie Watson, la figlia di John e Mary Morstan. L'oscuro passato di Mary torna a perseguitarla: un suo ex compagno di assalti la crede una traditrice ed è deciso a ucciderla. Le indagini riguardo a un furto di informazioni portano al colpevole, una semplice segretaria che voleva "arrotondarsi" la pensione. La donna spara a Sherlock ma Mary si frappone tra i due, morendo.
In Il detective morente John, ritenendo Sherlock responsabile della morte della moglie, interrompe i rapporti con lui. Il detective, durante le indagini su Culverton Smith, politico filantropo con un passato da serial killer, cerca di 
riavvicinarsi all'amico. Alla fine della penultima puntata si palesa Eurus, sorella segreta di Sherlock ancor più intelligente di lui e con manie assassine, la quale sfida lui, Mycroft e John a un gioco mortale.
Eurus è la più brillante e astuta dei tre Holmes, ma anche totalmente priva di empatia. Rinchiusa nel manicomio criminale di Sherringford, ha comunque trovato il modo di sfuggire ai suoi carcerieri ed esercitare il suo influsso su di loro ricattandoli. Ha perfino incontrato Moriarty, che le ha rivelato le doti di Sherlock, mettendolo sulla sua strada. Uscita dal manicomio a insaputa di Mycroft, si è spacciata per alcune donne entrate nella vita di John, compresa la terapista da lui consultata dopo la morte di Mary. Eurus rinchiude Sherlock, Mycroft e John a Sherringford e li sfida a un gioco mortale che costringe Sherlock a riportare a galla alcuni ricordi sepolti per dimenticare dei dolorosi eventi del passato (Il problema finale).
Alla fine, Sherlock salva il fedele amico Watson, trova Eurus e si riconcilia in parte con lei. Tempo dopo, per riavvicinarsi alla sorella e farle provare un minimo di empatia, suona con lei il violino (talento comune) mentre i genitori assistono. John e Sherlock ritornano ai loro casi a Baker Street, occupandosi della piccola Rosie.

## Episodi
| Stagione                      | Episodi | Prima TV UK | Prima TV Italia |
| ----------------------------- | ------- | ----------- | --------------- |
| Prima stagione                | 3       | 2010        | 2011            |
| Seconda stagione              | 3       | 2012        | 2012            |
| Terza stagione                | 3       | 2014        | 2014            |
| Speciale: L'abominevole sposa | 1       | 2016        | 2016            |
| Quarta stagione               | 3       | 2017        | 2017            |

## Personaggi e interpreti

### Principali
- Sherlock Holmes (stagione 1-4), interpretato da Benedict Cumberbatch, doppiato da Francesco Pezzulli[1].
Un uomo amante del metodo scientifico e deduttivo, che si è scelto il lavoro (da lui stesso inventato) di "consulente investigativo". Ha la diagnosi psichiatrica di sociopatico ed è tossicodipendente. Ha grandi difficoltà a relazionarsi con le altre persone ed è piuttosto impacciato rispetto alle convenzioni sociali. Si definisce sposato con il proprio lavoro e disinteressato ai rapporti sociali, ma in realtà è un uomo molto protettivo nei confronti dei suoi pochi, fedelissimi amici.
- John Watson (stagione 1-4), interpretato da Martin Freeman, doppiato da Christian Iansante.
Un medico militare reduce della guerra in Afghanistan che una volta tornato a condurre una vita da civile diventa il coinquilino di Sherlock al 221B Baker Street. Nel corso della serie intreccia diverse relazioni sentimentali; la più importante è quella con Mary Morstan, che sposa nella terza stagione e da cui ha una figlia, Rosie.
- Mrs. Hudson (stagione 1-4), interpretata da Una Stubbs, doppiata da Anna Teresa Eugeni.
È la proprietaria dell'edificio situato al 221B Baker Street, dove coabitano Sherlock e John. Sherlock le ha fornito un valido aiuto quando la donna ha avuto dei problemi dovuti al marito trafficante di cocaina. Nonostante all'apparenza sembri una ordinaria signora inglese, ha un temperamento vivace e coraggioso e dei trascorsi avventurosi. In principio scambia Sherlock e John per una coppia, e più volte nel corso della serie rimarca questa sua convinzione, nonostante John neghi energicamente. Il suo nome completo è Martha Louise, da nubile il cognome era Sissons.
- Ispettore Greg Lestrade (stagione 1-4), interpretato da Rupert Graves, doppiato da Pasquale Anselmo.
Detective a Scotland Yard che si avvale dell'aiuto di Sherlock in diverse occasioni. Nei racconti di Conan Doyle non viene mai fatto il nome di battesimo di Lestrade; il Lestrade della serie tv fa di nome Greg, in riferimento a Gregson, altro poliziotto apparso nelle storie del canone holmesiano. Una gag ricorrente nella serie vede Sherlock sbagliare sempre il suo nome, chiamandolo con altri nomi che iniziano per G o simili.
- Mycroft Holmes (stagione 1-4), interpretato da Mark Gatiss, doppiato da Franco Mannella.
È il fratello maggiore di Sherlock, come lui geniale, meticoloso e distaccato. Lavora per i servizi segreti britannici, e come la sua controparte letteraria passa molto del suo tempo presso il "Diogenes Club" in Pall Mall. Si interessa molto di Sherlock e si tiene sempre informato sui suoi movimenti.
- James Moriarty (stagione 2, guest star 1, 3-4), interpretato da Andrew Scott, doppiato da Fabrizio Manfredi e da David Chevalier.
È la nemesi di Sherlock Holmes. Come il suo nemico ha un lavoro di sua scelta e creazione: il consulente criminale. È un uomo istrionico e dal carattere imprevedibile e violento, e pronto a tutto pur di distruggere il suo rivale.
- Molly Hooper (stagione 1-4), interpretata da Louise Brealey, doppiata da Micaela Incitti (1ª voce) e da Giovanna Martinuzzi (2ª voce).
Giovane e impacciata medico patologo che lavora presso un obitorio e laboratorio scientifico londinese dove Sherlock, per cui prova dei sentimenti, spesso conduce i suoi esperimenti. Nella quarta stagione fa da madrina alla neonata figlia di John e Mary Watson.
- Mary Morstan (stagioni 3-4), interpretata da Amanda Abbington, doppiata da Barbara De Bortoli.
È la fidanzata, e poi moglie, di John. Mary aiuta John a superare la sua crisi dopo la "morte" di Sherlock e i due iniziano una relazione. John, nel primo episodio della terza stagione, le fa la proposta di matrimonio, e lei accetta. Il giorno del matrimonio scopre da Sherlock di essere incinta. Nel terzo episodio si scopre che in passato è stata un sicario al servizio di diverse agenzie segrete di intelligence (A.G.R.A.), e che Mary Morstan non è il suo vero nome. Nella quarta stagione si viene a conoscenza del suo vero nome: Rosamund Mary, stesso nome che darà alla figlia. Viene ferita mortalmente durante un'indagine di Sherlock, e la sua morte è causa di una profonda spaccatura fra John e Sherlock, perché il primo accusa l'altro di esserne responsabile.

### Ricorrenti
- Sergente Sally Donovan (stagioni 1-3), interpretata da Vinette Robinson, doppiata da Selvaggia Quattrini.
 Sergente della polizia britannica che lavora sotto le direttive di Lestrade, ma diversamente dal suo superiore lei non ha alcuna stima per Sherlock (probabilmente perché è gelosa delle sue capacità), tanto da definirlo un "potenziale criminale".
- Sarah (stagione 1), interpretata da Zoe Telford, doppiata da Francesca Fiorentini.
 Collega di lavoro di John e, per un breve periodo di tempo, sua fidanzata.
- Philip Anderson (stagioni 1-3), interpretato da Jonathan Aris, doppiato da Alberto Bognanni.
È il capo della scientifica della squadra investigativa dell'ispettore Lestrade. Al contrario del suo capo, è incapace di tollerare il comportamento di Sherlock sulle scene del crimine poiché nettamente inferiore per intelletto. Neanche Sherlock sopporta la sua incompetenza, e lo tiene lontano perché, a suo dire, la sua presenza "abbassa la media del quoziente intellettivo di tutto il quartiere".
- Irene Adler (stagione 2, guest star 3), interpretata da Lara Pulver, doppiata da Chiara Colizzi.
Una donna che lavora come dominatrice; si ritrova al centro di un caso che Sherlock Holmes viene chiamato a risolvere, e i due sviluppano una reciproca attrazione, ostacolata però dai rispettivi obiettivi. Per salvarsi è costretta a fingersi morta, ma continua a tenersi in contatto con Holmes, che la menziona sempre come "la Donna" e la considera superiore a tutte le altre creature del suo genere.
- Charles Augustus Magnussen (stagione 3), interpretato da Lars Mikkelsen, doppiato da Angelo Maggi.
Viene definito da Sherlock come l'uomo peggiore di Londra. È il cattivo principale della terza stagione[2]. È a capo di un grande impero mediatico, ed è a conoscenza dei segreti più loschi delle persone, che usa per ricattarle. Molto similmente a Holmes, anche lui dispone di un'intelligenza superiore alla media, tanto che la sua mente è paragonabile a un archivio in cui conserva i più subdoli segreti delle sue vittime. Sherlock lo uccide nel finale della terza stagione. Il personaggio è ispirato a Charles Augustus Milverton, un ricattatore con cui Holmes ha a che fare in un racconto inserito nella raccolta "Il ritorno di Sherlock Holmes"
- Janine (stagione 3), interpretata da Yasmine Akram, doppiata da Francesca Fiorentini.
Sherlock la conosce al matrimonio di John e Mary: Janine è la damigella della sposa, e dimostra subito una certa attrazione per l'investigatore. Janine e Sherlock diventano amanti, ma poi viene rivelato che l'uomo la stava solo usando per arrivare all'ufficio di Magnussen, dato che Janine è la sua segretaria. Dal canto suo anche Janine stava usando Sherlock per trovare delle informazioni su lui e Magnussen, da rivendere poi a dei quotidiani rivali. Il personaggio è ispirato alla cameriera che Holmes corteggia per raccogliere informazioni su Charles Milverton nel caso che lo coinvolge.
- Culverton Smith (stagione 4), interpretato da Toby Jones, doppiato da Marco Mete
È un politico filantropo, in realtà si scopre essere un serial killer. Insabbia le sue azioni criminose dietro alle sue opere benefiche, come l'ospedale che ha progettato, in cui grazie all'uso di passaggi segreti, riesce a uccidere pazienti senza farsi scoprire.
- Eurus Holmes (stagione 4), interpretata da Sian Brooke, doppiata da Ilaria Latini.
È la sorella "segreta" di Sherlock e Mycroft, e la più intelligente e geniale dei fratelli Holmes. A causa della sua mancanza di empatia e dei suoi comportamenti violenti è rinchiusa in un manicomio di massima sicurezza fin dalla prima infanzia, quando si macchiò di omicidio, e la sua esistenza è tenuta nascosta a tutti. Il suo nome significa "Vento dell'est" ed è lei la minaccia di cui raccontavano a uno Sherlock bambino (nel racconto di Conan Doyle "L'ultimo saluto", la frase "soffia il vento dell'est" si riferiva invece agli imminenti avvenimenti bellici dell'Europa del primo Novecento). Nei libri, tuttavia, non viene menzionato alcun terzo fratello Holmes; ma numerosi affezionati hanno ipotizzato l'esistenza di un altro Holmes oltre a Mycroft e Sherlock, maschio (Sherrinford) o femmina (Violet).[senza fonte] Nella serie TV, l'istituto in cui è rinchiusa Eurus si chiama Sherrinford.

## Produzione

### Creazione e sviluppo

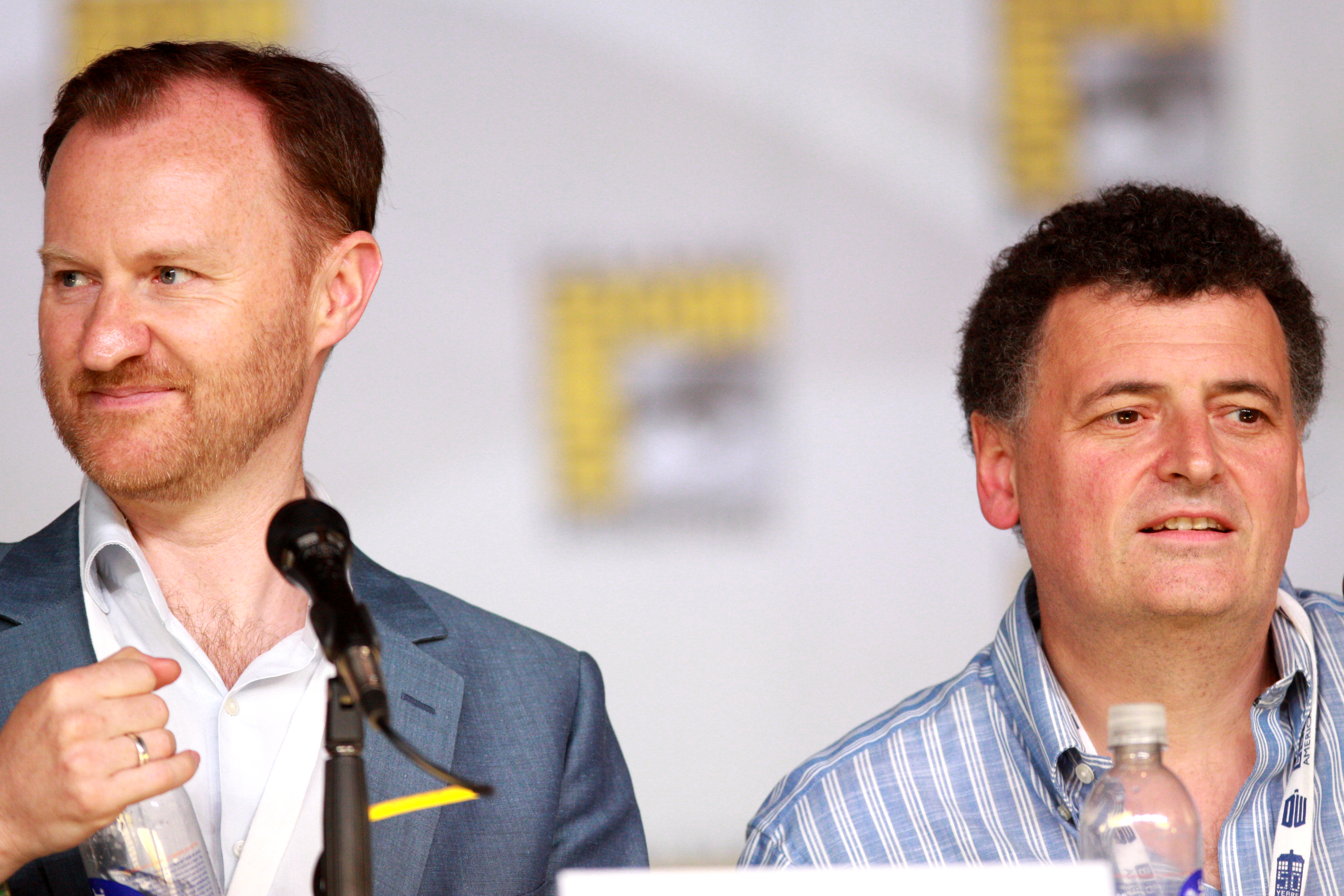
Mark Gatiss e Steven Moffat, ideatori, produttori esecutivi e principali sceneggiatori della serie. Gatiss è anche l'interprete di Mycroft Holmes.

I produttori esecutivi della serie, Steven Moffat e Mark Gatiss, hanno entrambi lavorato in precedenza su adattamenti televisivi di opere vittoriane. Moffat adattò infatti Lo strano caso del dottor Jekyll e del signor Hyde nella miniserie televisiva del 2007 Jekyll, mentre Gatiss sceneggiò un episodio della serie televisiva Doctor Who (I morti inquieti, della prima stagione), dedicato a Charles Dickens. I due autori, entrambi fan delle opere di Conan Doyle, iniziarono a discutere di un eventuale adattamento per la televisione delle sue opere quando si ritrovarono a lavorare insieme a Cardiff, dove viene prodotto Doctor Who. Il tema dell'amore e l'idea che la serie potesse essere ambientata nel presente attirava entrambi. I due non iniziarono a lavorare finché a convincerli non fu la moglie di Steven Moffat, la produttrice televisiva Sue Vertue.
Gatiss ha criticato i recenti adattamenti delle storie di Conan Doyle come «troppo reverenziali e troppo lenti», mirando verso l'irriverenza della serie di film degli anni '30 e '40 interpretati da Basil Rathbone. Commentando la serie, Moffat e Gatiss hanno dichiarato di ritenere come canonici non solo le opere originarie ma anche i film con Rathbone e gli adattamenti della Granada Television. Lo Sherlock interpretato da Benedict Cumberbatch usa la tecnologia moderna, come gli SMS, internet e il sistema GPS, per risolvere i crimini. Secondo il regista Paul McGuigan, questa caratteristica è in linea con il personaggio creato da Conan Doyle, che «usava qualunque risorsa a lui disponibile e passava il tempo in laboratorio a fare esperimenti. È semplicemente una versione moderna di ciò. Userebbe tutti gli strumenti a portata di mano pur di risolvere il mistero».
L'adattamento ha comunque mantenuto alcuni elementi tradizionali, come l'indirizzo di Baker Street e la nemesi di Holmes Moriarty. Come nei romanzi, inoltre, il Dottor Watson è reduce della guerra in Afghanistan. Discutendo del fatto che il personaggio originale aveva invece partecipato alla seconda guerra anglo-afghana (1878-1880), Gatiss ha commentato dicendo che «è ancora la stessa guerra di oggi, ho pensato. La stessa, invincibile, guerra».
Presso l'Edinburgh International Television Festival del 2008 Sherlock venne annunciato come la produzione di un singolo episodio televisivo di 60 minuti, che avrebbe dovuto essere trasmesso verso la fine del 2009. L'intenzione era di produrre un'intera serie solo se il pilota fosse risultato di successo. Tuttavia la BBC decise di non trasmettere il pilota, per il quale vennero spese 800000 sterline, e chiese che questo venisse interamente riscritto come un episodio di 90 minuti. Il pilota originale venne comunque incluso nelle edizioni home video; nei commenti al video, il team creativo della serie spiega che la BBC fu «molto felice» dell'episodio, ma richiese che ne venisse cambiato il formato. Il critico Mark Lawson dichiarò che il primo episodio «fu sostanzialmente espanso e riscritto, migliorandone in questo modo l'aspetto, il ritmo e il suono.»
Nel 2014 la BBC ha annunciato la produzione di una quarta stagione, già in scrittura, le cui riprese avrebbero avuto luogo nel 2015. Successivamente è stato annunciato che le riprese non sarebbero iniziate prima dell'aprile 2016, e che la serie non sarebbe andata in onda prima del 2017. Il 6 aprile 2016, le riprese hanno avuto inizio e si sono concluse il 5 agosto 2016.

### Casting
Benedict Cumberbatch venne scelto per interpretare Sherlock Holmes. Secondo il The Guardian, l'attore «ha la reputazione di interpretare molto bene uomini inusuali e brillanti e il suo Holmes è vanitoso, freddo, permaloso e introverso». Cumberbatch ha dichiarato: «Interpretarlo ti dà una grande carica, grazie al volume di parole nella tua testa e alla velocità dei suoi pensieri – devi davvero ragionare velocemente. È sempre un passo avanti allo spettatore e a chiunque abbia un normale intelletto. Nessuno riesce a stargli dietro.» Piers Wenger, Head of Drama alla casa di produzione BBC Wales, descrive lo Sherlock della serie come «un supereroe dinamico del mondo moderno, un arrogante, un geniale segugio trasportato dal desiderio di dare la prova di essere più intelligente del criminale di turno e della polizia – di essere più intelligente di tutti, in effetti.» Volendo stare al passo coi tempi e favorendo le restrizioni della messa in onda, la canonica pipa venne sostituita da diversi cerotti alla nicotina.
In un'intervista al The Observer, il co-creatore Mark Gatiss spiegò che fu più difficile trovare un attore che interpretasse John Watson. La produttrice Sue Vertue ha dichiarato che «Benedict fu l'unica persona a essere visionata per [la parte di] Sherlock [...] Una volta che fu ingaggiato Benedict, l'unica cosa da fare era trovare un attore che avesse con lui la giusta chimica per essere John [Watson] – e credo che non appena i due entrano in una stanza, tu debba poter intuire che lavorano bene insieme». Diversi attori (tra cui l'undicesimo Dottore della serie "Doctor Who", Matt Smith) fecero l'audizione per la parte di John Watson, che fu infine ottenuta da Martin Freeman.

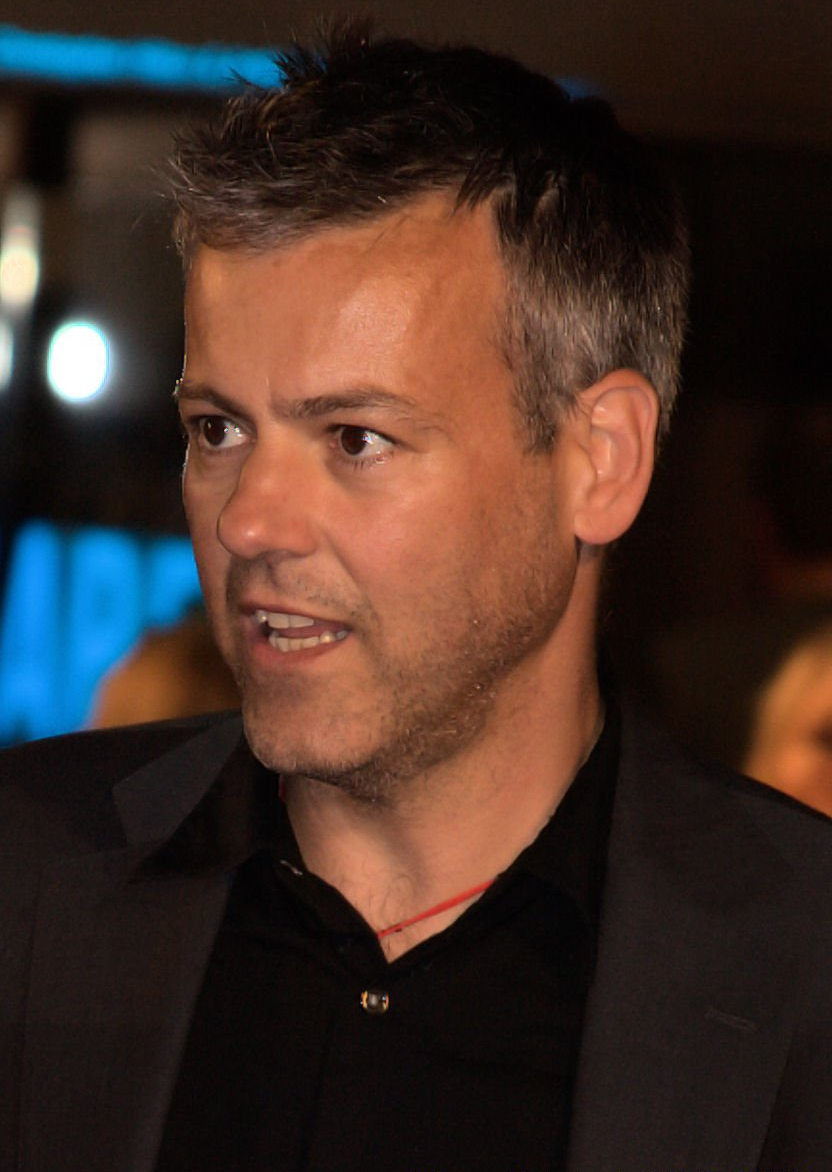
Rupert Graves, interprete dell'ispettore Lestrade

Secondo la giornalista Victoria Thorpe «il Watson di Freeman, affidabile e capace, riesce ad aprire questo Holmes moderno, un uomo che ora si descrive come "un sociopatico iperattivo ad alto rendimento"». Gatiss ha voluto sottolineare l'importanza di armonizzare il personaggio: «Watson non è un idiota, nonostante Conan Doyle lo prenda sempre in giro. Solo un idiota si circonderebbe di idioti». Moffat ha aggiunto che Freeman è «per un certo senso il contrario di Benedict, eccezion fatta per grado di talento [...] Martin trova quasi poetico l'uomo ordinario. Adoro il meticoloso realismo di tutto ciò che fa».
Rupert Graves venne scelto per interpretare l'ispettore Lestrade. Gli autori chiamarono inizialmente il personaggio "Ispettore Lestrade", finché Gatiss non si rese conto che nel mondo moderno il suo titolo sarebbe stato quello di "Detective Ispettore". Moffat e Gatiss notarono che Lestrade non appare molto spesso nei romanzi e in essi è piuttosto inconsistente; decisero quindi di ispirarsi alla versione che apparve nell'episodio televisivo I sei Napoleoni: un uomo frustrato da Holmes ma che lo ammira e che Holmes considera il migliore a Scotland Yard.
Andrew Scott fece la sua prima apparizione nei panni di Jim Moriarty nell'episodio Il grande gioco. Moffat ha dichiarato: «sapevamo cosa fare con Moriarty fin dal principio. Moriarty è spesso un cattivo piuttosto cupo ed elegante, quindi pensammo a qualcuno che potesse essere davvero spaventoso. Qualcuno che fosse un vero e proprio psicopatico». Inizialmente, Moffat e Gatiss avevano deciso di non inserire una scena in cui Sherlock e Moriarty si confrontassero. In seguito cambiarono idea, ispirati dagli eventi narrati in Le cascate di Reichenbach.
Il cast fisso della serie include inoltre Una Stubbs nei panni di Mrs. Hudson, Louise Brealey in quelli di Molly Hooper, Vinette Robinson nel ruolo del sergente Sally Donovan, Zoe Telford in quello di Sarah, e il co-creatore Mark Gatiss in quello di Mycroft Holmes.

### Regia e sceneggiatura

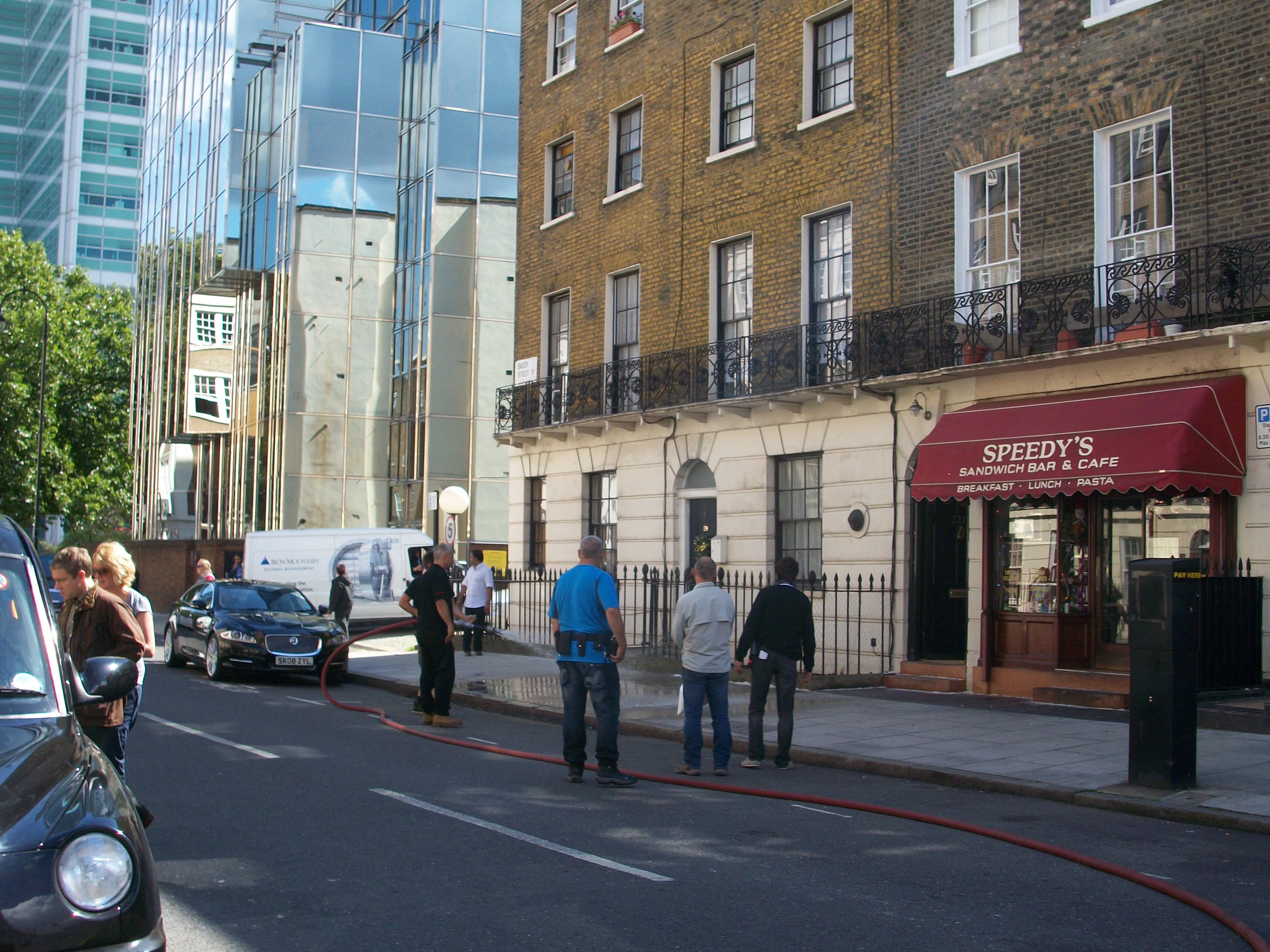
North Gower Street di Londra è stata utilizzata per le scene esterne dell'abitazione di Holmes.

La serie è co-prodotta da Hartswood Films, BBC Worldwide e Masterpiece per BBC Wales. L'episodio pilota originale venne girato a Cardiff e Londra a partire dal gennaio 2009; venne scritto da Steven Moffat e diretto da Coky Giedroyc. La scena in cui Sherlock e John mangiano insieme nel primo episodio venne girata in un bar di Swansea, in Galles. Il locale, scelto poiché situato vicino a un vicolo, venne ridisegnato per fare in modo che sembrasse un ristorante italiano. Altre scene vennero girate a Newport Road (Cardiff), a Baker Street (Londra), e nella città gallese Merthyr Tydfil. In seguito, le scene ambientate davanti al 221B Baker Street vennero girate al 185 di North Gower Street, poiché l'indirizzo originale risultò impraticabile a causa del traffico e del turismo.

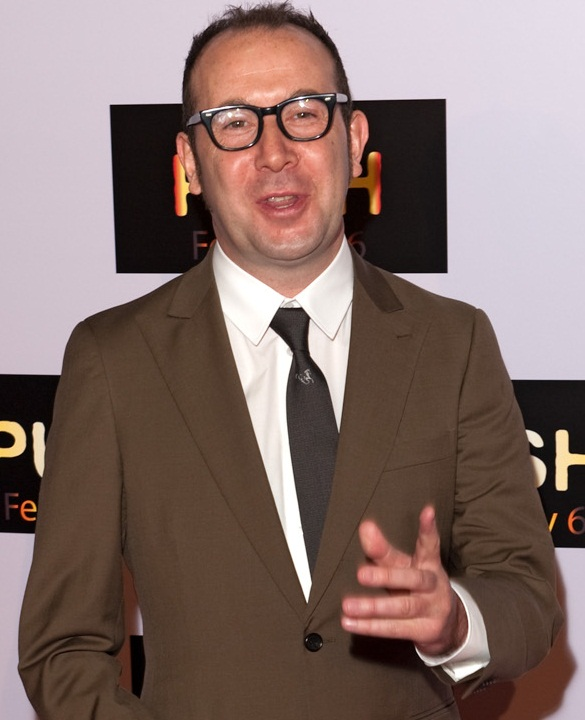
Paul McGuigan ha diretto quattro episodi della serie.

Nel luglio 2009 la BBC annunciò la produzione di una serie di tre episodi da 90 minuti ciascuno, da trasmettere nel 2010. Moffat aveva precedentemente annunciato che se Sherlock fosse stata commissionata, Gatiss avrebbe ottenuto il ruolo di produttore esecutivo in modo che egli potesse concentrarsi su Doctor Who. La prima stagione iniziò a essere girata nel gennaio 2010 e i tre episodi vennero girati nell'ordine inverso in cui poi furono mandati in onda. Paul McGuigan diresse il primo e terzo episodio, mentre Euros Lyn il secondo. Diversi interni vennero girati presso gli studios Upper Boat, usati anche per Doctor Who.
Ray Holman, costume designer vincitore di un Premio BAFTA, si occupa dei costumi della serie. Cumberbatch indossa sul set un cappotto Belstaff del valore di 1000 sterline.

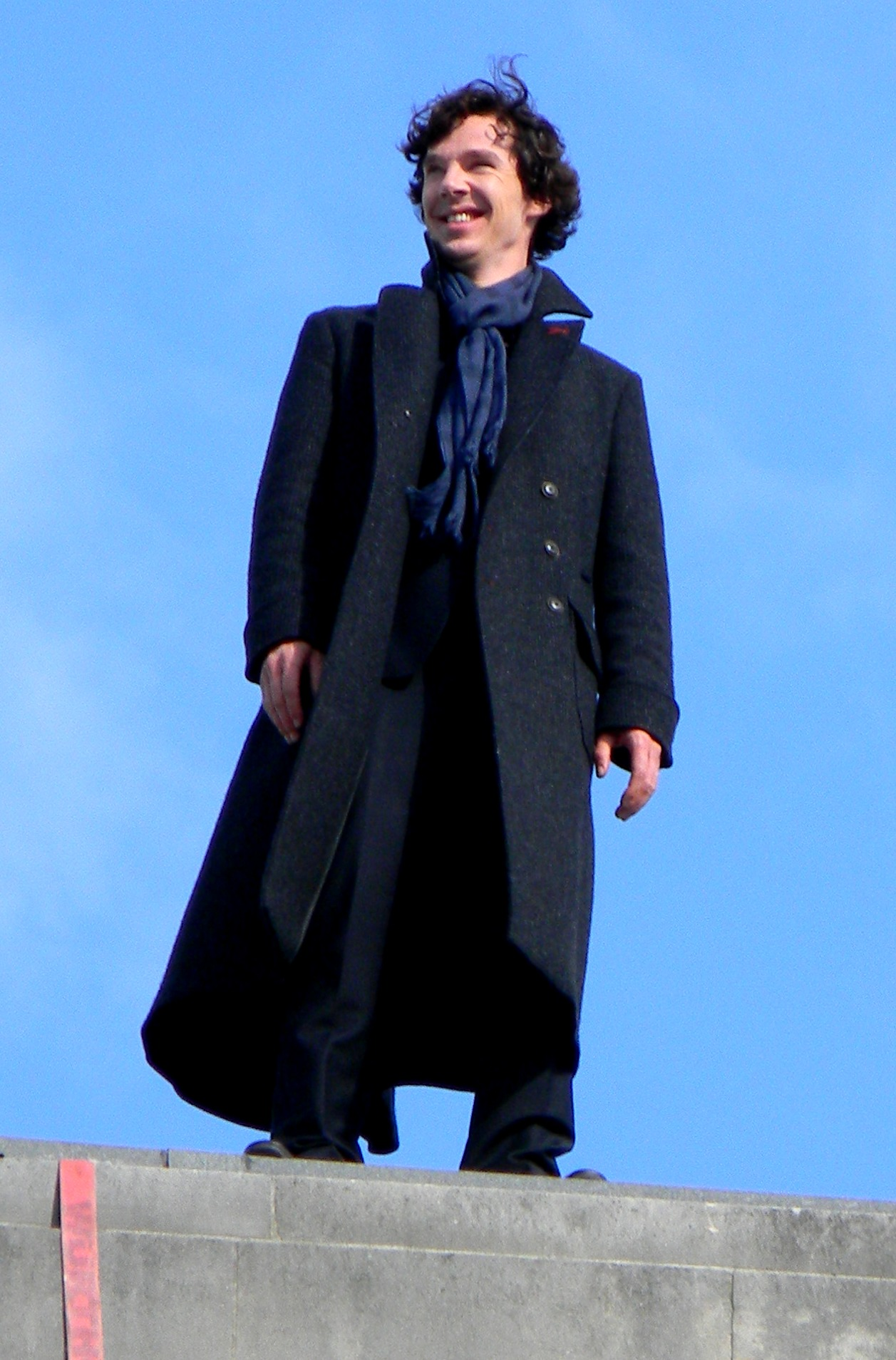
Benedict Cumberbatch durante le riprese dell'episodio Le cascate di Reichenbach della seconda stagione

 La costumista Sarah Arthur ha spiegato: «dal momento che Holmes non ha alcun interesse nella moda, scelsi un completo classico: pantaloni stretti sulle gambe e una giacca dal taglio stretto. Decisi inoltre di dargli camicie sottili e un ampio cappotto volteggiante a favore delle scene d'azione».
Gli autori dichiararono di non voler forzare la modernità all'interno della trama. Gatiss e Moffat dovettero riflettere sulla scelta di lasciare il numero "221B" sulla porta d'ingresso del palazzo; sebbene non sia usuale vederlo nel mondo moderno, finirono per mantenere l'elemento poiché troppo iconico da poter esser eliminato. Gli autori decisero inoltre che i personaggi si sarebbero chiamati per nome, anziché usando i tradizionali cognomi Holmes e Watson. Questa scelta si rifletté anche sul titolo della serie. Al regista Paul McGuigan venne l'idea di inserire i testi degli SMS sullo schermo anziché riprendere ogni volta da vicino lo schermo del cellulare.
I produttori trovarono difficoltoso programmare le riprese della seconda stagione. Cumberbatch e Freeman stavano infatti lavorando entrambi al film Lo Hobbit - Un viaggio inaspettato, programmato per il 2012, mentre Steven Moffat era occupato con Doctor Who.

## Premi e candidature
- 2011 - Primetime Emmy Award
  - Nomination - Miglior sceneggiatura per un film, miniserie o speciale drammatico a Steven Moffat.
- 2012 - Primetime Emmy Award
  - Nomination - Miglior miniserie o film tv.
  - Nomination - Miglior attore in una miniserie o film tv a Benedict Cumberbatch.
  - Nomination - Miglior attore non protagonista in una miniserie o film tv a Martin Freeman.
  - Nomination - Miglior regia per un film, miniserie o speciale drammatico a Paul McGuigan.
  - Nomination - Miglior sceneggiatura per un film, miniserie o speciale drammatico a Steven Moffat.
- 2014 - Primetime Emmy Award
  - Miglior attore protagonista in una miniserie o film a Benedict Cumberbatch.
  - Miglior attore non protagonista in una miniserie o film a Martin Freeman.
  - Miglior sceneggiatura per un film, miniserie o speciale drammatico a Steven Moffat.
  - Miglior composizione musicale per una miniserie, film o speciale a David Arnold e Michael Price.
  - Miglior fotografia per una miniserie o film a Neville Kidd.
  - Miglior montaggio video per una miniserie o film single-camera a Yan Miles.
  - Miglior montaggio audio per una miniserie, film o speciale.
  - Nomination - Miglior regia per un film, miniserie o speciale drammatico a Nick Hurran.
  - Nomination - Miglior casting per una miniserie, film o speciale a Julia Duff e Kate Rhodes James.
  - Nomination - Migliori costumi per una miniserie, film o speciale a Sarah Arthur e Ceri Walford.
  - Nomination - Miglior missaggio per una miniserie o film.
- 2015 - Satellite Award
  - Nomination - Miglior miniserie

## Altri media

### Fumetto
Dalla serie TV è stato tratto un adattamento a fumetti realizzato da Jay. e pubblicato sulla rivista giapponese Young Ace di Kadokawa, molto fedele alla versione televisiva sia nella grafica sia nei contenuti. Sono stati adattati per ora i primi quattro episodi della serie, prima editi a puntate sulla rivista e poi raccolti in volumi, uno per episodio meno l'ultimo che prende due volumi, per un totale di cinque volumi finora; il primo di questi volumi è stato pubblicato in versione italiana da Planet Manga il 27 ottobre 2016.